# Вербило Євген Федорович
Євге́н Фе́дорович Верби́ло (*1937 — †2006, м. Київ) — український журналіст, редактор, громадський діяч. У 1992—1997 роках — голова Спілки журналістів України.

## Життєпис
Народився в м. Ніжин на Чернігівщині. Закінчивши школу, навчався в «морехідці» (був учасником навчального походу на вітрильнику «Екватор»), потім — три курси Одеського морського інституту (нині Одеський національний морський університет). До закінчення в 1969-му факультету журналістики Київського державного університету ім. Т. Г. Шевченка працював два роки налагоджувачем обладнання на ливарно-хімічному комбінаті в Лисичанську і ще два роки налагоджувачем на арматурному заводі в Києві, потім там же, у столиці — три роки майстром цеху інженерно-технічної експлуатації ЦКБ Держплану УРСР. Водночас від 1964 року був позаштатним кореспондентом газети «Вечірній Київ».
Професійну діяльність як журналіст розпочав 1967-го на Чернігівщині: літпрацівником, потім відповідальним секретарем носівської районної газети «Прапор комунізму». Згодом — відповідальний секретар, заступник редактора, редактор, головний редактор газети «Рабочее слово» (м. Кіровськ Луганської області). Писав фейлетони, вів у газеті сатиричний куточок «Вентилятор» і впродовж 1987 року — щотижневу колонку «Сто рядків редактора» (того ж року за публіцистику здобув престижну Республіканську премію ім. Ярослава Галана).
Євген Вербило — особистість неординарна, контроверсійна: він був членом бюро міськкому партії, делегатом 28-го з'їзду КПРС і водночас — членом страйкового комітету шахтарів, симпатиком «Руху». У роки переосмислення історичного минулого пройшов церковні обряди хрещення й вінчання.
У січні 1992 року Восьмий з'їзд журналістів України на альтернативній основі таємним голосуванням обрав Є. Вербила головою СЖУ (членом її він був з 1971 року). А до обрання на керівну посаду очолював на громадських засадах Луганську обласну організацію СЖУ, як голова її правління сприяв, зокрема, створенню газети журналістів області «Субботний калейдоскоп» і громадського інформагентства «Лугань».
Керівництво СЖУ, а серед заступників голови Спілки в той час були Людмила Мех, Михайло Новик, Яків Грицай, ініціювало і створило при СЖУ 1993 року Журналістський фонд, були запроваджені регулярні круглі столи з політиками і громадськими діячами, організовані перші (1996, 1997) Міжнародні фестивалі журналістики «Віра, Надія. Любов». Голова СЖУ підтримав створення на громадських засадах при Спілці комітету з захисту свободи слова, який згодом підготував «Хартію свободи слова». Набула розвитку міжнародна співпраця: СЖУ стала членом Міжнародної федерації журналістів (1992), згодом 6 червня (день вступу в МФЖ) став відзначатися в Україні як професійне свято працівників преси — День журналіста. СЖУ налагодила співробітництво з журналістськими організаціями Македонії, Грузії, країн Балтії та деяких інших. Відбувався обмін журналістськими делегаціями з багатьма країнами Європи, зокрема за підтримки Міжнародного фонду «Відродження» і Фонду Конрада Аденауера.
Після того, як Є. Вербила не переобрали на посаду голови СЖУ, він до останніх років життя працював у всеукраїнському науково-практичному журналі «Фінансовий контроль» (заснований при Державній контрольно-ревізійній службі України), був фундатором і першим редактором цього видання.
Серед його захоплень — риболовля, товариське спілкування, багато читав художньої публіцистики й документальну прозу.
Помер у Києві 3 січня 2006-го, похований 5 січня того самого року на Південному кладовищі.

## Творчість
Автор книжок публіцистики, зокрема соціально-економічного нарису «Шахтеры» (перекладений шведською мовою, окреме видання — Гетеборг, 1978), циклу гострокритичних статей «Сто строк редактора» (Донецьк, 1987). Автор-упорядник історико-документальних видань «Державна контрольно-ревізійна служба України: сторінки історії» (К., 2001, співавтор), «ДКРС: люди, події, здобутки» (К., 2005).

## Нагороди, відзнаки
- Лауреат Республіканської премії ім. Ярослава Галана (1987).

## Вшанування пам'яті
Редакційна рада журналу «Фінансовий контроль» з нагоди 10-річчя видання заснувала Конкурс ім. Євгена Вербила. Це відзнака авторам журналу за значний внесок у його творення і вдосконалення, майстерне та професійне висвітлення питань контрольно-ревізійної роботи органів державного фінансового контролю.